# Plongeon aux Jeux olympiques d'été de 1952
Navigation
Londres 1948 Melbourne 1956
À l'occasion des Jeux olympiques d'été de 1952, quatre compétitions de plongeon furent organisées du 27 juillet au 2 août. 72 plongeurs venus de 22 pays se disputèrent les 12 médailles mises en jeu.

## Tableau des médailles pour le plongeon
| Place | Nation     | Médaille d'or | Médaille d'argent | Médaille de bronze | Total |
| ----- | ---------- | ------------- | ----------------- | ------------------ | ----- |
| 1     | États-Unis | 4             | 2                 | 3                  | 9     |
| 2     | France     | 0             | 1                 | 0                  | 1     |
| 2     | Mexique    | 0             | 1                 | 0                  | 1     |
| 3     | Allemagne  | 0             | 0                 | 1                  | 1     |

## Participants par nations
| - Afrique du Sud (1 : 1 homme - 0 femme) - Allemagne (4 : 4 - 0) - Australie (2 : 2 - 0) - Autriche (4 : 3 - 1) - Bermudes (1 : 1 - 0) - Brésil (2 : 2 - 0) - Ceylan (1 : 1 - 0) - Danemark (2 : 2 - 0) - Égypte (4 : 4 - 0) - États-Unis (11 : 6 - 5) - Finlande (3 : 3 - 0) | - France (4 : 2 - 2) - Israël (1 : 1 - 0) - Italie (1 : 1 - 0) - Japon (2 : 1 - 1) - Mexique (5 : 3 : 2) - Pays-Bas (2 : 2 - 0) - Royaume-Uni (7 : 2 - 5) - Suède (2 : 1 - 1) - Suisse (2 : 1 - 1) - Union soviétique (10 : 5 - 5) - Venezuela (1 : 1 - 0) |

## Résultats

### Tremplin 3 mètres
| Rang               | Pays             | Plongeur        | Points |
| ------------------ | ---------------- | --------------- | ------ |
| Médaille d'or      | États-Unis       | David Browning  | 205,29 |
| Médaille d'argent  | États-Unis       | Miller Anderson | 199,84 |
| Médaille de bronze | États-Unis       | Bob Clotworthy  | 184,92 |
| 4                  | Mexique          | Joaquín Capilla | 178,33 |
| 5                  | Union soviétique | Roman Brener    | 165,63 |
| 6                  | Brésil           | Milton Busin    | 155,91 |
| 7                  | Royaume-Uni      | Anthony Turner  | 151,90 |
| 8                  | Union soviétique | Aleksey Zigalov | 151,31 |

| Rang               | Pays             | Pongeuse                     | Points |
| ------------------ | ---------------- | ---------------------------- | ------ |
| Médaille d'or      | États-Unis       | Patricia McCormick           | 147,30 |
| Médaille d'argent  | France           | Mady Moreau                  | 139,34 |
| Médaille de bronze | États-Unis       | Zoe Ann Olsen-Jensen         | 127,57 |
| 4                  | Union soviétique | Ninel Krutova                | 116,86 |
| 5                  | Royaume-Uni      | Charmain Welsh               | 116,38 |
| 6                  | Union soviétique | Lyubov Shigalova             | 113,83 |
| 7                  | France           | Nicole Péllissard-Darrigrand | 111,98 |
| 8                  | Royaume-Uni      | Phyllis Long                 | 108,82 |

### Plateforme 10 mètres
| Rang               | Pays             | Plongeur              | Points |
| ------------------ | ---------------- | --------------------- | ------ |
| Médaille d'or      | États-Unis       | Sammy Lee             | 156,28 |
| Médaille d'argent  | Mexique          | Joaquín Capilla       | 145,21 |
| Médaille de bronze | Allemagne        | Günther Haase         | 141,31 |
| 4                  | États-Unis       | John McCormack        | 138,77 |
| 5                  | Mexique          | Alberto Capilla Perez | 136,44 |
| 6                  | Mexique          | Rodolfo Perea         | 128,28 |
| 7                  | Union soviétique | Aleksandr Bakatin     | 126,86 |
| 8                  | Union soviétique | Roman Brener          | 126,31 |

| Rang               | Pays             | Pongeuse                     | Points |
| ------------------ | ---------------- | ---------------------------- | ------ |
| Médaille d'or      | États-Unis       | Patricia McCormick           | 84,85  |
| Médaille d'argent  | États-Unis       | Paula Myers-Pope             | 81,64  |
| Médaille de bronze | États-Unis       | Juno Stover-Irwin            | 81,58  |
| 4                  | France           | Nicole Péllissard-Darrigrand | 78,80  |
| 5                  | Royaume-Uni      | Phyllis Long                 | 76,95  |
| 6                  | Union soviétique | Tatyana Vereina              | 76,40  |
| 7                  | Royaume-Uni      | Diana Spencer                | 76,15  |
| 8                  | Union soviétique | Yevgeniya Bogdanovskaya      | 75,21  |

## Source
- (en) The Official Report of the Organising Committee for the XV Olympiad Helsinki 1952, [PDF]